# Pico da Bandeira
El pico da Bandeira es, con 2892 metros de altitud, el tercer punto más alto de Brasil. Se encuentra en el parque nacional Caparaó, en el municipio de Ibitirama en el estado de Espírito Santo, junto a la frontera con Minas Gerais.
El pico da Bandeira es el punto más alto del sureste brasileño y debe su nombre al emperador Pedro II  de Brasil, quien ordenó plantar la bandera brasileña en su cima.
El pico es bastante accesible mediante rutas bien señaladas tanto desde Espírito Santo como desde Minas Gerais. Durante mucho tiempo se consideró como el punto más alto del Brasil hasta el descubrimiento en la década de 1950 del pico da Neblina y del pico 31 de Março, en la frontera con Venezuela. 

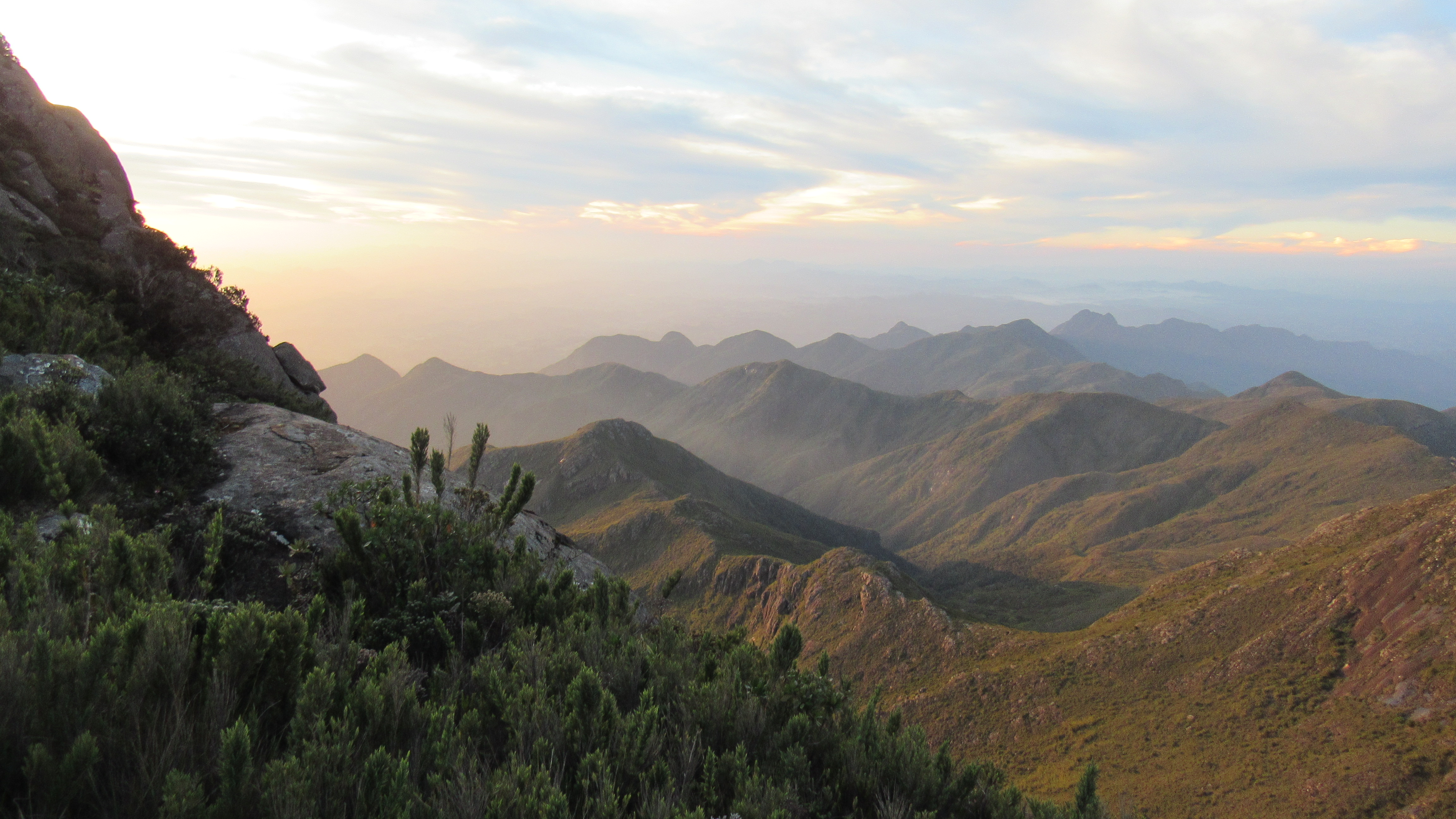
Vista montañosa alrededor del Pico da Bandeira.

## Clima
El Pico da Bandeira es uno de los puntos más fríos de la región Sudeste. No hay ningún registro de la ocurrencia de nieve, debido a la baja latitud del lugar y a los inviernos secos, aunque las heladas son comunes en el invierno. La ocurrencia de cencellada es rara, pero ya ha sido registrada. Las temperaturas mínimas en el pico pueden bajar de 0 °C en los meses más fríos. El récord mínimo de -14 °C fue registrado el 4 de julio de 2017.